# بهرام بیرانوند
بهرام بیرانوند (زاده ۱۳۴۴ در خرم اباد) نمایندهٔ دورهٔ نهم مجلس شورای اسلامی و عضو کمیسیون کشاورزی، آب و منابع طبیعی مجلس شورای اسلامی از حوزهٔ انتخابیهٔ بروجرد در استان لرستان بود.